# Världsungdomsspelen
För det internationella multi-sportevenemanget, se World Youth Games.
Världsungdomsspelen är nordens största ungdomstävling i friidrott. 
Tävlingen, som är öppen för alla från 12 år till seniorer, har anordnats årligen sedan 1996 och hålls på Ullevi i Göteborg i juni, 3-5 juli 2015. Under tre intensiva tävlingsdagar gör ca 3.500 deltagare tillsammans 7.500 starter. De flesta tävlande kommer från Sverige men det kommer också många deltagare från övriga Norden och Europa. Så gott som alla de svenska världsstjärnorna har deltagit vid dessa tävlingar, i rekordlistorna finner man namn som Carolina Klüft, Stefan Holm, Robert Kronberg, Alhaji Jeng, Patrik Kristiansson, Johan Wissman, Susanna Kallur och Emma Green. Även musikern John Lundvik har tävlat och vunnit på tävlingen.